# Jonathan Nordbotten
Jonathan Nordbotten, född 14 juli 1989 i Kolbotn, är en norsk utförsåkare som representerar Ingierkollen og Rustad slalåmklubb.
Han tävlar i slalom och tillhör det norska A-landslaget.
Hans främsta världscupresultat är en 5:e plats i slalom i Val-d`Isere i december 2017.
Han debuterade i världscupen i Beaver Creek Resort i december 2011.
Han deltog i världsmästerskapen i St. Moritz 2017 med en 13:e plats i slalom.